# Nelly Mukazayire
Nelly Mukazayire (* 1982) ist eine ruandische Ökonomin und Politikerin. Sie ist seit 24. Dezember 2024 amtierende Sportministerin Ruandas.

## Werdegang
Mukazayire studierte Wirtschaftswissenschaft an der University of Rwanda und schloss ihr Masterstudium an der Makerere-Universität im benachbarten Uganda ab. Zunächst war sie als Ökonomin im Büro des Premierministers tätig, ehe sie als Beraterin zum Stabschef ins Büro des Präsidenten wechselte. Später wurde sie selbst Stabschefin. Im Zuge einer Kabinettsumbildung Paul Kagames im Oktober 2018 wurde sie im Rang einer Staatsministerin zur Geschäftsführerin des Rwanda Convention Bureau ernannt. Im März 2023 stieg sie im Zuge einer Kabinettsumbildung zur stellvertretenden Geschäftsführerin des Rwanda Development Board auf. Kurze Zeit später wurde sie ins Exekutivkomitee der Regierungspartei Ruandische Patriotische Front gewählt. Im September 2024 wurde Mukazayire Permanent Secretary des Sportministeriums. Im Dezember ernannte Präsident Paul Kagame sie zur Sportministerin. Sie übernahm das Amt offiziell am 24. Dezember von Richard Nyirishema, der erst im August ernannt worden war.
Mukazayires Mutter wurde nach dem Völkermord in Ruanda durch ein Gacacaverfahren zu einer lebenslangen Haftstrafe verurteilt. Mukazayire ist daher auch eine auf internationaler Ebene tätige Rednerin, die in verschiedenen Foren über ihre Überwindung überwältigender persönlicher Umstände sowie ihre Erfahrungen als junge Führungskraft im gewandelten Ruanda spricht.